# 廚刀與小青椒
《廚刀與小青椒－一日料理帖－》是由磯谷友紀創作的日本漫畫，於2017年12月號開始在《Kiss》連載。改編電視劇於2023年3月24日至5月26日在WOWOW播映，由門脇麥主演，與作間龍斗等人共演。

## 故事概要
背景發生在戰後1951年（昭和26年）的京都，老字號「桑乃木」餐廳瀕臨破產危機，為了籌措資金，決定與大阪權貴山口家進行家族聯姻。本該是由桑乃木家的二女兒桑乃木雙葉履行婚約，但雙葉卻拋棄家族繼承，與家中的廚師私奔。於是，主角桑乃木一日代替妹妹嫁給山口家的三兒子山口周，並一肩扛起重整「桑乃木」餐廳的重責大任。

## 登場人物
桑乃木一日
主角。34歲的飯店廚師。前任丈夫死於戰爭，後來為了挽救家族老字號餐廳的危機，不得不與小15歲的山口周結婚。在山口周的幫助下，繼承並重振家族餐廳。標題的「廚刀」是亡夫上戰場前送給一日的禮物。
山口周
一日的丈夫。19歲的大學生。山口家的三兒子。經常直言不諱的批評京都的傳統文化和「桑乃木」餐廳過時的經營方式。標題的「小青椒」是桑乃木一日等人對他的稱呼，暗指他青澀、乳臭未乾的思維。

## 出版書籍
| 冊數 | 講談社         | 講談社                 |
| 冊數 | 發售日期       | ISBN                   |
| ---- | -------------- | ---------------------- |
| 1    | 2018年07月13日 | ISBN 978-4-06-512160-3 |
| 2    | 2018年12月13日 | ISBN 978-4-06-513901-1 |
| 3    | 2019年07月12日 | ISBN 978-4-06-516253-8 |
| 4    | 2020年02月13日 | ISBN 978-4-06-518622-0 |
| 5    | 2020年09月11日 | ISBN 978-4-06-520751-2 |
| 6    | 2021年03月12日 | ISBN 978-4-06-522783-1 |
| 7    | 2021年10月13日 | ISBN 978-4-06-525691-6 |
| 8    | 2022年04月13日 | ISBN 978-4-06-527433-0 |
| 9    | 2022年10月13日 | ISBN 978-4-06-529289-1 |
| 10   | 2023年05月12日 | ISBN 978-4-06-531442-5 |
| 11   | 2023年12月13日 | ISBN 978-4-06-533552-9 |
| 12   | 2024年06月13日 | ISBN 978-4-06-535889-4 |
| 13   | 2025年01月10日 | ISBN 978-4-06-538157-1 |

## 電視劇

### 演員列表

#### 主要人物
- 桑乃木一日：門脇麥
- 山口周：作間龍斗（小傑尼斯 / HiHi Jets）

#### 桑乃木家
- 桑乃木愛子：床嶋佳子[5]
- 桑乃木雙葉：百田夏菜子（桃色幸運草Z）[6]

#### 山口家
- 山口茂：飯田基祐[5]
- 山口緣：白石隼也[5]
- 山口鈴音：久間田琳加[5]

#### 一日的相關人物
- 丸川町子：戶口惠子[5]
- 田嶋明丞：中村蒼[5]
- 川上：武田航平[6]

#### 周的相關人物
- 谷口：吉川太郎（小傑尼斯 / AmBitious）[6]
- 赤松：小柴陸（小傑尼斯 / AmBitious）[6]
- 有川：篠田諒

#### 「桑乃木」餐廳
- 戶川幸宏：板尾創路[5]
- 辻村慎太郎：まもる。（もも）[6]
- 藤原親氏：小野武彥[6]

#### 其他人物
- 藤田楓：菊池亞希子[6]
- 市賀：加藤小夏[6]

### 製作團隊
- 原作：磯谷友紀《廚刀與小青椒－一日料理帖－》（講談社《Kiss》連載）
- 編劇：川崎泉、弓削勇
- 導演：松本壯史
- 音樂：田邊玄、Rachel Abstract
- 主題曲：Summer Eye《白鯨》
- 製作人：小髙史織（WOWOW）、森田大兒、髙木敬太（東映）
- 製作：WOWOW、東映

### 播放日程
| 集數   | 播出日期 | 標題 |
| ------ | -------- | ---- |
| 第1話  | 3月24日  |      |
| 第2話  | 3月31日  |      |
| 第3話  | 4月07日  |      |
| 第4話  | 4月14日  |      |
| 第5話  | 4月21日  |      |
| 第6話  | 4月28日  |      |
| 第7話  | 5月05日  |      |
| 第8話  | 5月12日  |      |
| 第9話  | 5月19日  |      |
| 最終話 | 5月26日  |      |

## 外部連結
- 漫畫官方網站（日語）
- 電視劇官方網站（日語）
- 電視劇官方的X（前Twitter）（日語）